# Jamba
Jamba, właśc. João Pereira Batlha Santos (ur. 10 lipca 1977 w Bengueli) – piłkarz angolski grający na pozycji środkowego obrońcy.

## Kariera klubowa
Jamba pochodzi z miasta Benguela. Piłkarską karierę rozpoczął w tamtejszym klubie Primeiro de Maio. W 1996 roku w wieku 19 lat zadebiutował w jego barwach w pierwszej lidze i w zespole tym występował do końca 1998 roku. Na początku 1999 przeszedł do swojego klubu Atlético Sport Aviação ze stołecznej Luandy. W 2002 roku osiągnął swój pierwszy sukces zdobywając mistrzostwo kraju. W latach 2003–2004 powtórzył ten sukces, a także dwukrotnie wywalczył Superpuchar Angoli. W 2005 roku, oprócz trzeciego w karierze superpucharu, zdobył też Puchar Angoli.
W 2007 roku Jamba odszedł do Petro Atlético. W 2008 roku wrócił jednak do Aviação, a w 2010 roku zakończył tam karierę.

## Kariera reprezentacyjna
W reprezentacji Angoli Jamba zadebiutował 19 lipca 1998 roku w zremisowanym 1:1 towarzyskim meczu z Mozambikiem. W 2006 roku został powołany przez selekcjonera Gonçalvesa do kadry na Puchar Narodów Afryki 2006, a następnie na Mistrzostwa Świata w Niemczech. Tam był podstawowym zawodnikiem zespołu i wystąpił we wszystkich trzech grupowych meczach: z Portugalią (0:1), z Meksykiem (0:0) i z Iranem (1:1). W 2008 roku znalazł się w drużynie na Puchar Narodów Afryki 2008.